# Karstädt, Ludwigslust-Parchim
Karstädt là một đô thị ở huyện Ludwigslust-Parchim (trước 2011 thuộc huyện Ludwigslust), bang Mecklenburg-Vorpommern, Đức. Đô thị này có diện tích 19,71 km², dân số thời điểm 31 tháng 12 là 616 người.